# کارل اشتتر
کارل اشتتر (آلمانی: Karl Stetter؛ زادهٔ ۱۶ ژوئیهٔ ۱۹۴۱) یک میکروب‌شناس، اخترزیست‌شناس و استاد دانشگاه اهل آلمان است.
تخصص او در زمینهٔ زندگی میکروب‌ها در دمای بالاست که عموماً در حرارت‌های مابین ۸۰ تا ۱۳۰ درجهٔ سانتی‌گراد رشد می‌کنند. 
اشتتر در سال ۲۰۰۲ میلادی، آرکی‌باکتریِ «نانوآرکئوم اِکی‌تانس» را در یک چاه گرمابی در ایسلند کشف کرد که کوچکترین ژنوم شناخته‌شده در جهان را داراست. او همچنین کاشف «پایروکوکوس فیوریوسوس» است که نوعی دیگری از باکتری‌های شدیددوست محسوب می‌شود و آنرا در وولکانو در ایتالیا در سال ۱۹۸۱ کشف نمود.
وی همچنین برندهٔ جوایزی همچون نشان لیوونهوک شده‌است.